# Романо, Джулио
Джулио Пиппи де Джаннуцци, известный как Джулио Романо (итал. Giulio Pippi de' Jannuzzi, detto Giulio Romano — «Джулио Римлянин»; 1499, Рим — 1 ноября 1546, Мантуя) — итальянский художник: рисовальщик, живописец, скульптор и архитектор. «Рафаэлеск» — наиболее известный из учеников Рафаэля Санти. Разносторонняя личность эпохи итальянского Возрождения и маньеризма. Работал преимущественно в Риме, но его наиболее оригинальная работа —Палаццо дель Те находится в Мантуе.

## Биография

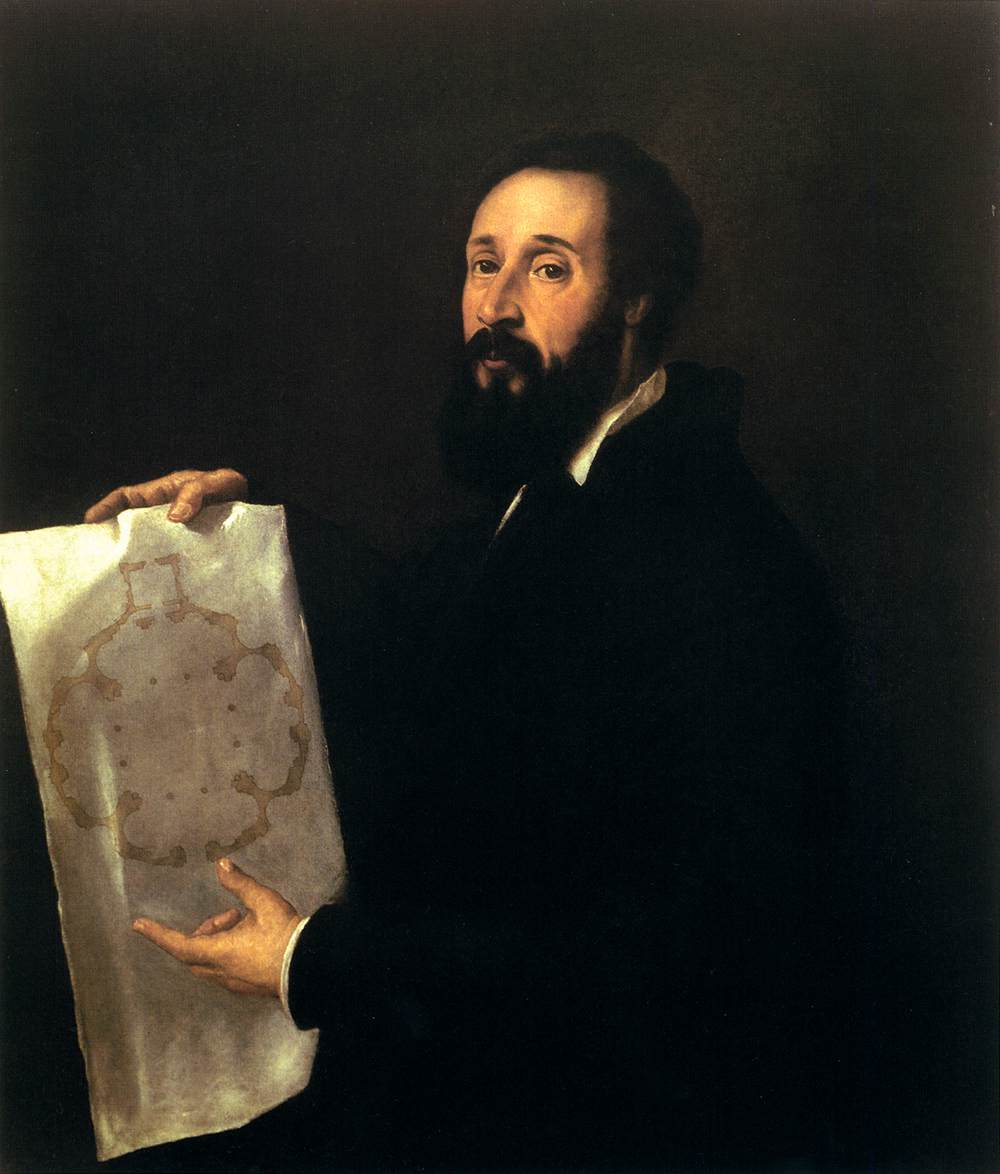
Тициан. Портрет Джулио Романо. Между 1536 и 1538. Холст, масло. Палаццо дель Те, Мантуя

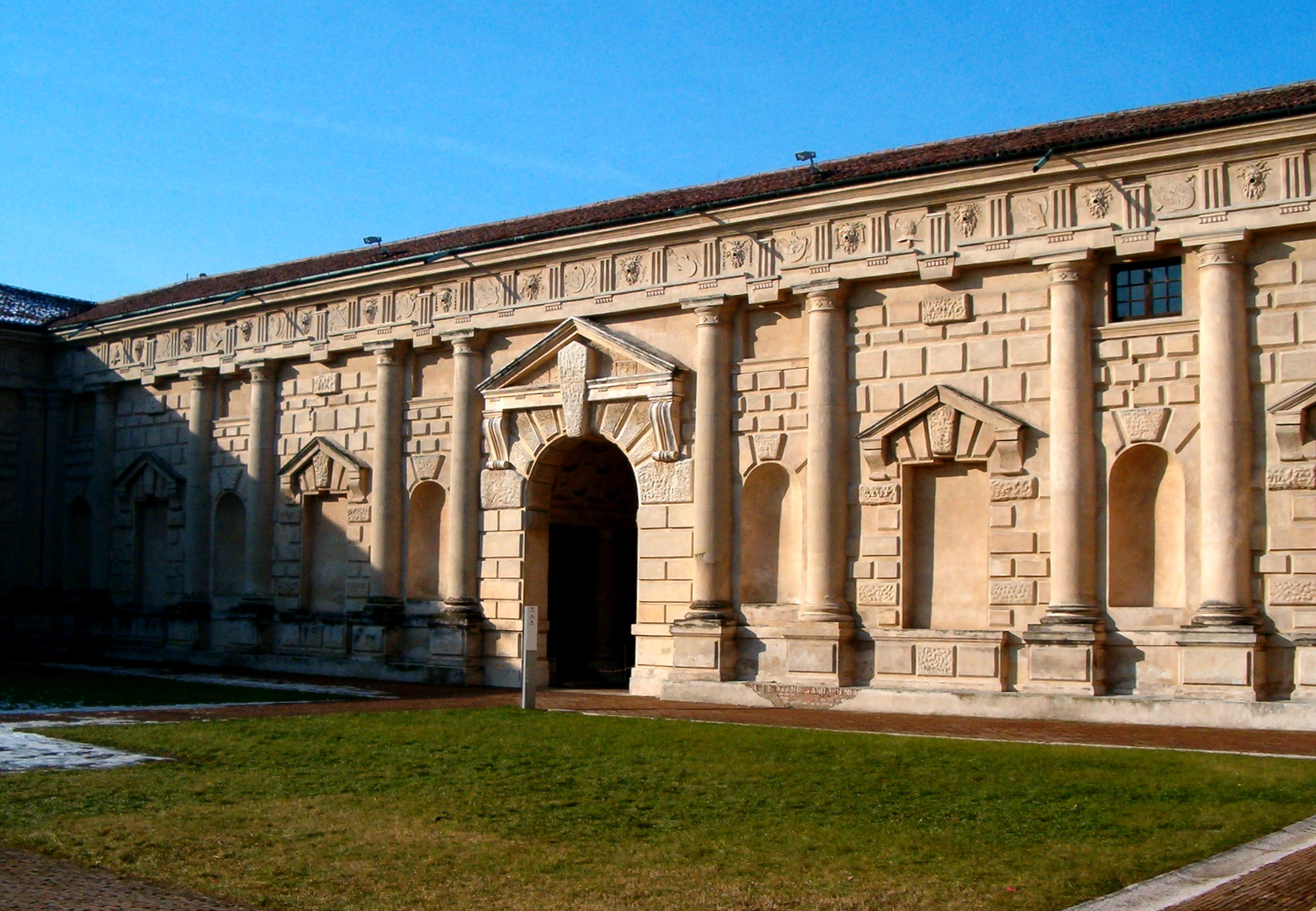
Палаццо дель Те. Почётный двор. Мантуя

Точная дата рождения художника всегда вызывала споры. В свидетельстве о смерти 1546 года указан возраст сорок шесть лет; поэтому считали, что он родился около 1499 года в Риме. Однако Джорджо Вазари, знавший его лично, в своих «Жизнеописаниях» утверждал, что он умер в пятьдесят четыре года, сдвигая таким образом дату его рождения к 1492 году, что более соответствует началу сотрудничества художника с Рафаэлем около 1515 года.
Джулио родился в богатой семье торговца. Отцовская торговая контора находилась на Виа Мачел-де-Корви, недалеко от дома Микеланджело, Римского форума и площади Пьяцца-дель-Кампидольо (Капитолия), в районе, где ныне высится огромный памятник Витториано.
С юных лет он был самым одарённым учеником и одним из главных сотрудников Рафаэля в его многолюдной мастерской. Он сотрудничал с мастером во многих его живописных начинаниях, таких как фрески Виллы Фарнезина, «Лоджий» и «Станц» Ватикана (1508—1517). Романо начал строить по проекту Рафаэля Виллу Мадама. Самостоятельная деятельность Джулио Романо началась лишь после смерти Рафаэля в 1520 году, когда ему было поручено довести до конца начатые учителем работы, как, например, роспись «Зала Константина» в Ватикане (1520—1524).
В 1521 году Джулио Романо по рекомендации Бальдассаре Кастильоне, литератора и покровителя Рафаэля, был приглашён в Мантую (Ломбардия) в качестве придворного живописца герцогом Федерико II Гонзагой. После завершения работ в Риме Романо прибыл в Мантую в 1524 году. Ему было поручено множество архитектурных работ.
Его первыми заданиями было наблюдение за строительной площадкой виллы Мармироло (позднее разрушенной), и строительство казино (небольшого дворца) за пределами городских стен, в месте под названием «Те», где у маркиза Федерико II были конюшни. Джулио Романо построил грандиозное здание, известное как Палаццо дель Те, используя для его росписи многих помощников, в том числе Рафаэллино дель Колле и, в определённый период, Джован Франческо Пенни. Работа, посвящённая Палаццо дель Те, занимала его в течение десяти лет, начиная с 1524 года. 2 апреля 1530 года Романо было поручено оформление праздника в честь императора Карла V, гостя следующего герцога Фридриха II, проходившей во дворах и комнатах Палаццо дель Те.
В 1526 году Джулио Романо был назначен префектом строительных проектов и «начальником городских улиц», что дало ему возможность руководить всей архитектурой и художественными произведениями двора, выполняя обширную работу живописца-декоратора и архитектора, в самых причудливых изобретениях, которые были широко распространены в маньеристской культуре европейских дворов того времени. Джулио Романо также позаботился об обустройстве герцогского дворца, где он создал, среди прочего, внутренний двор, а также несколько фресок. В десятилетие 1530—1540 годов он участвовал во многих проектах, направленных на преобразование Мантуи в соответствии с амбициями Гонзага.
Когда Вазари посетил художника в 1541 году, он нашёл богатого и влиятельного человека. Его статус позволил ему построить для себя дворец в центре Мантуи, который стали называть домом Джулио Романо (la casa di Giulio Romano, 1544). Дом был снесён в 1899 году.
В 1546 году смерть помешала ему вернуться в Рим, чтобы стать первым архитектором на строительстве собора Святого Петра. Он был похоронен в церкви Сан-Барнаба в Мантуе, но его захоронение было разрушено во время ремонта здания в 1737 году. На его могиле по сообщению Вазари была помещена латинская надпись: «Romanus moriens secum tres Julius artes abstulit (haud mirum) quatuor unus erat» (Юлий, от нас уходя, унёс три чудесных искусства. Сам (как того не признать!) чудом четвёртым он был).
Учениками Джулио Романо были маньерист Франческо Приматиччо, скульптор и гравёр Дж. Б. Скультори, Джулио Антонио Бонасоне, верный помощник Джован Франческо Пенни, Рафаэллино дель Колле, Джан из Лионе, Бенедетто Паньи из Пеши, Фигурино из Фаэнцы, Ринальдо и Джованбаттиста, Фермо Гуизони, вероятно, и другие, сведения о которых не сохранились.

## Творчество
Из-за сложных отношений и распределения работ внутри рафаэлевской мастерской, нелегко различить индивидуальный почерк и личный вклад Джулио Романо. Существует целый ряд картин и рисунков, атрибуция которых спорна. В иных случаях критики признают руку Джулио Романо, в основном в изображении декоративных атрибутов, например в росписях ватиканских Станц (в монохромных гермах нижней части фресок «Изгнание Илиодора из храма» и «Пожар в Борго»).
После преждевременной смерти Рафаэля в 1520 году Джулио Романо по завещанию мастера унаследовал мастерскую и поступающие заказы вместе с Джован Франческо Пенни, с которым он долгое время сотрудничал. В этот период Джулио отвечал за координацию работ над росписями Виллы Мадама и завершение «Зала Константина» в ватиканских Станцах, в которой он, как известно, написал сцены «Видение креста» и «Битва на Мильвийском мосту» (1520—1524).
В этот римский период его деятельности им были написаны также фрески мифологического содержания на Вилле Ланте и несколько алтарных образов, например, «Мадонна с младенцами Иисусом и Иоанном» (сакристия собора Святого Петра, в Риме), «Мучение Святого Стефана» (церковь Сан-Стефано, Генуя) и «Мадонна» (Галерея старых мастеров, Дрезден).
Эти первые работы Джулио Романо проникнуты рафаэлевским духом и напоминают произведения великого урбинца по композиции и колориту, что отчасти объясняется тем, что некоторые из них были выполнены по его эскизам. С течением времени, однако, влияние Рафаэля на творчество Джулио Романо мало-помалу изглаживалось, и в позднейших его работах преобладают особенности, чуждые рафаэлевскому стилю.

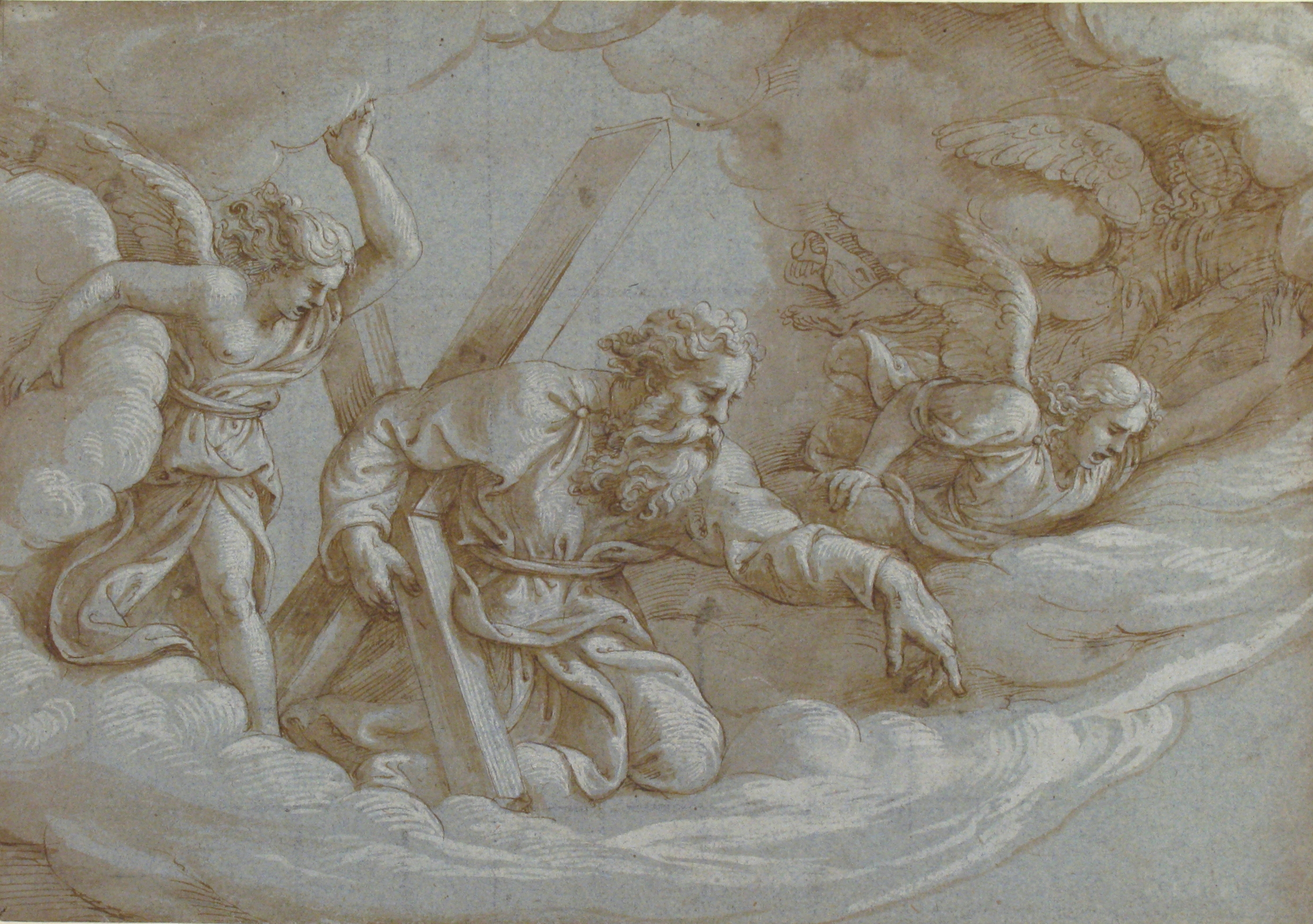
Явление Святого Андрея во Славе. Между 1499 и 1546. Тонированная бумага, перо, кисть, тушь, гуашь. Метрополитен-музей, Нью-Йорк
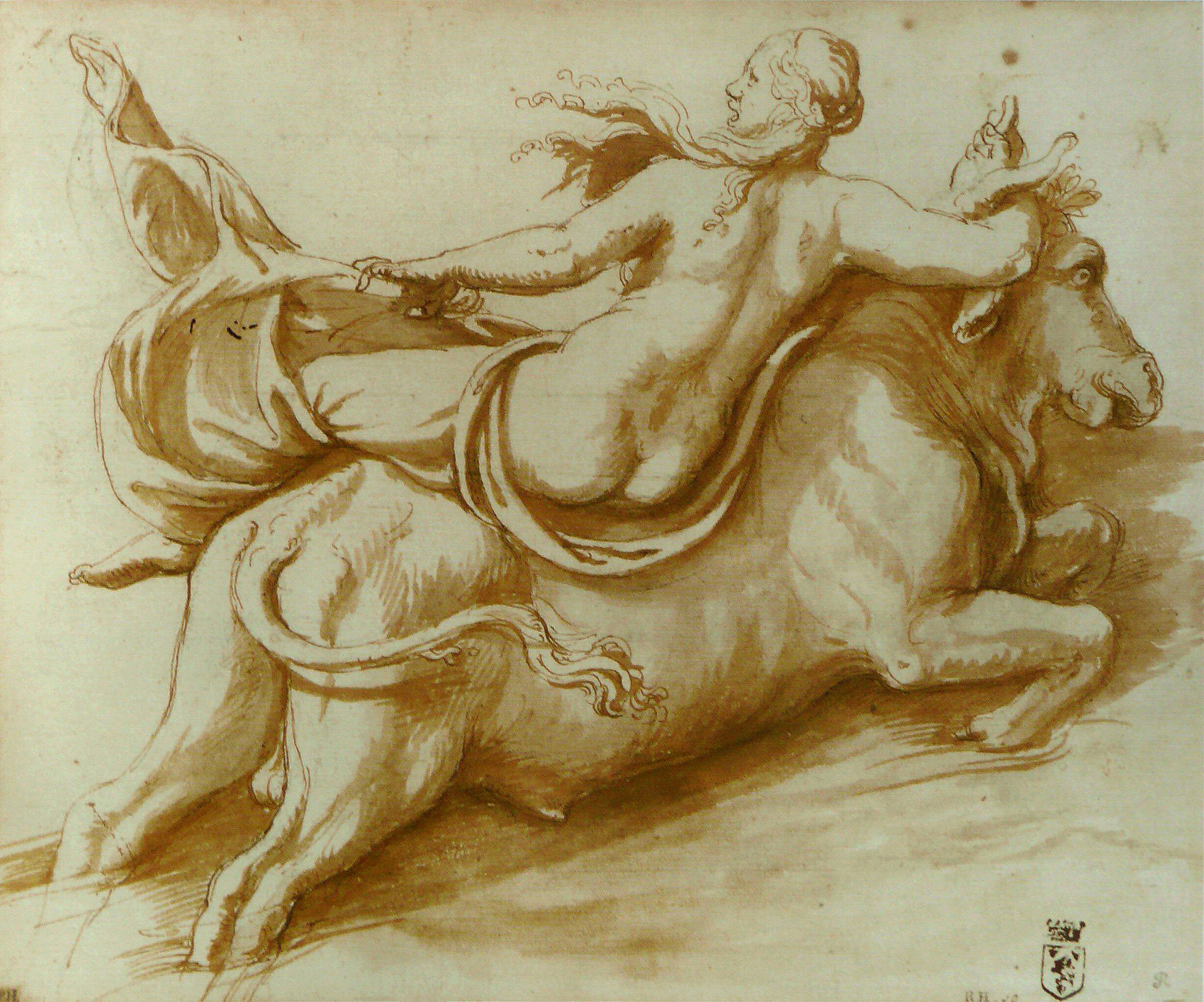
Похищение Европы. Бумага, перо, кисть, сепия. Музей изящных искусств, Лилль
Мадонна с Младенцем. Между 1522 и 1523. Дерево, масло. Палаццо Барберини, Рим
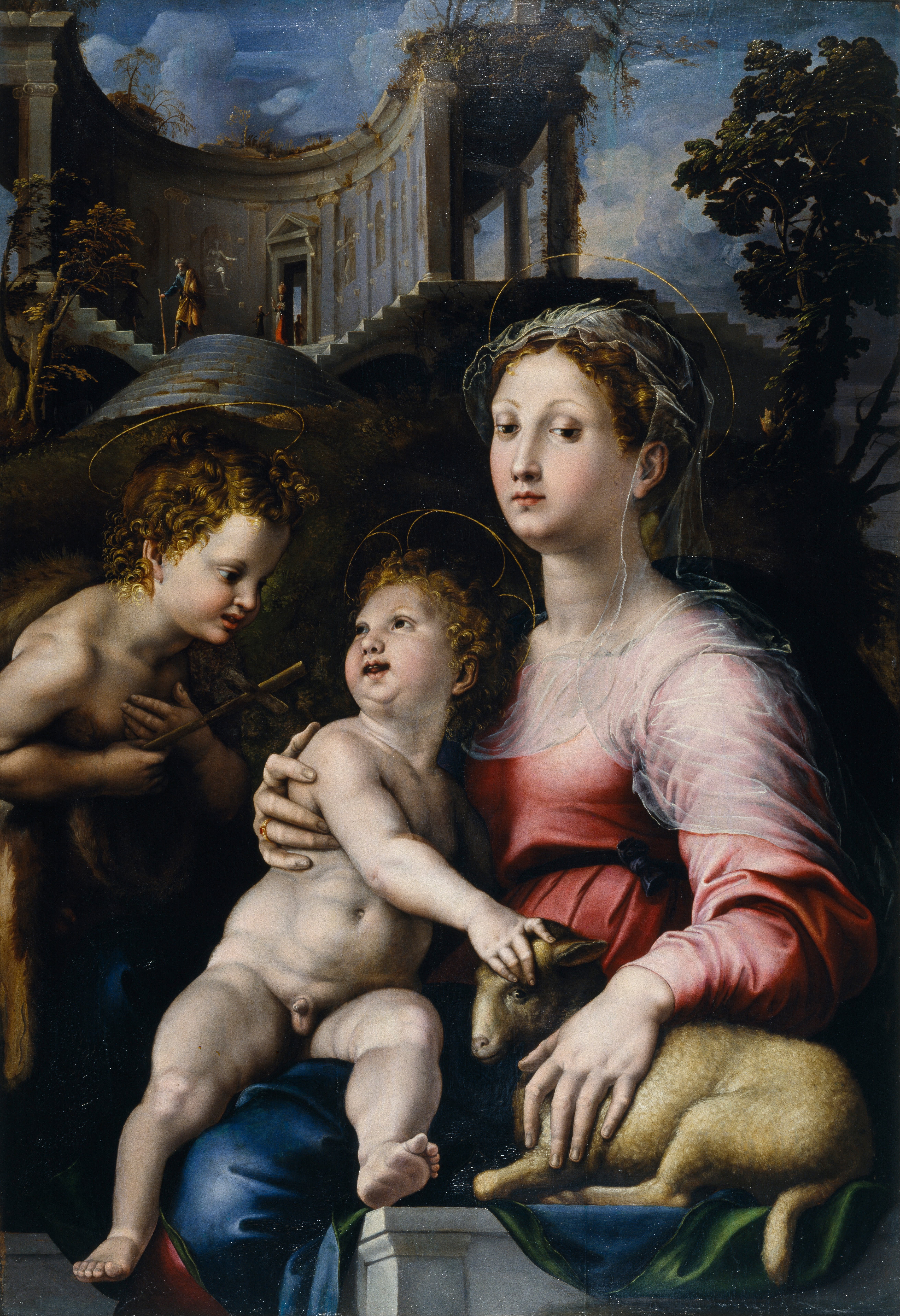
Мадонна с младенцами Иисусом и Иоанном Крестителем. Между 1522 и 1524. Дерево, масло. Художественный музей Уолтерса, США
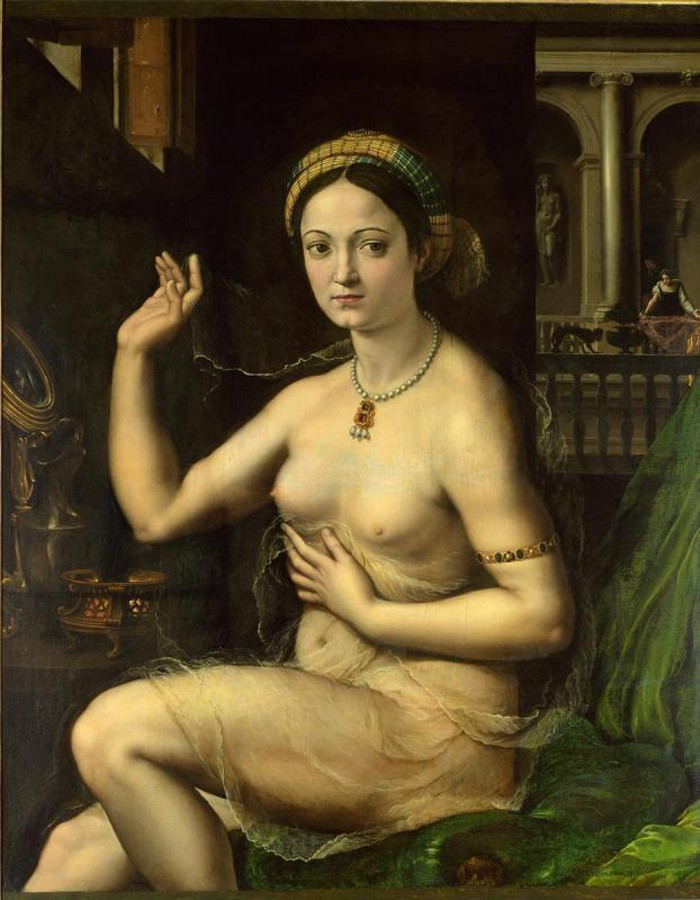
Женщина перед зеркалом (Форнарина?). Ок. 1520. Дерево, масло (перенесено на холст). Государственный музей изобразительных искусств имени А. С. Пушкина, Москва
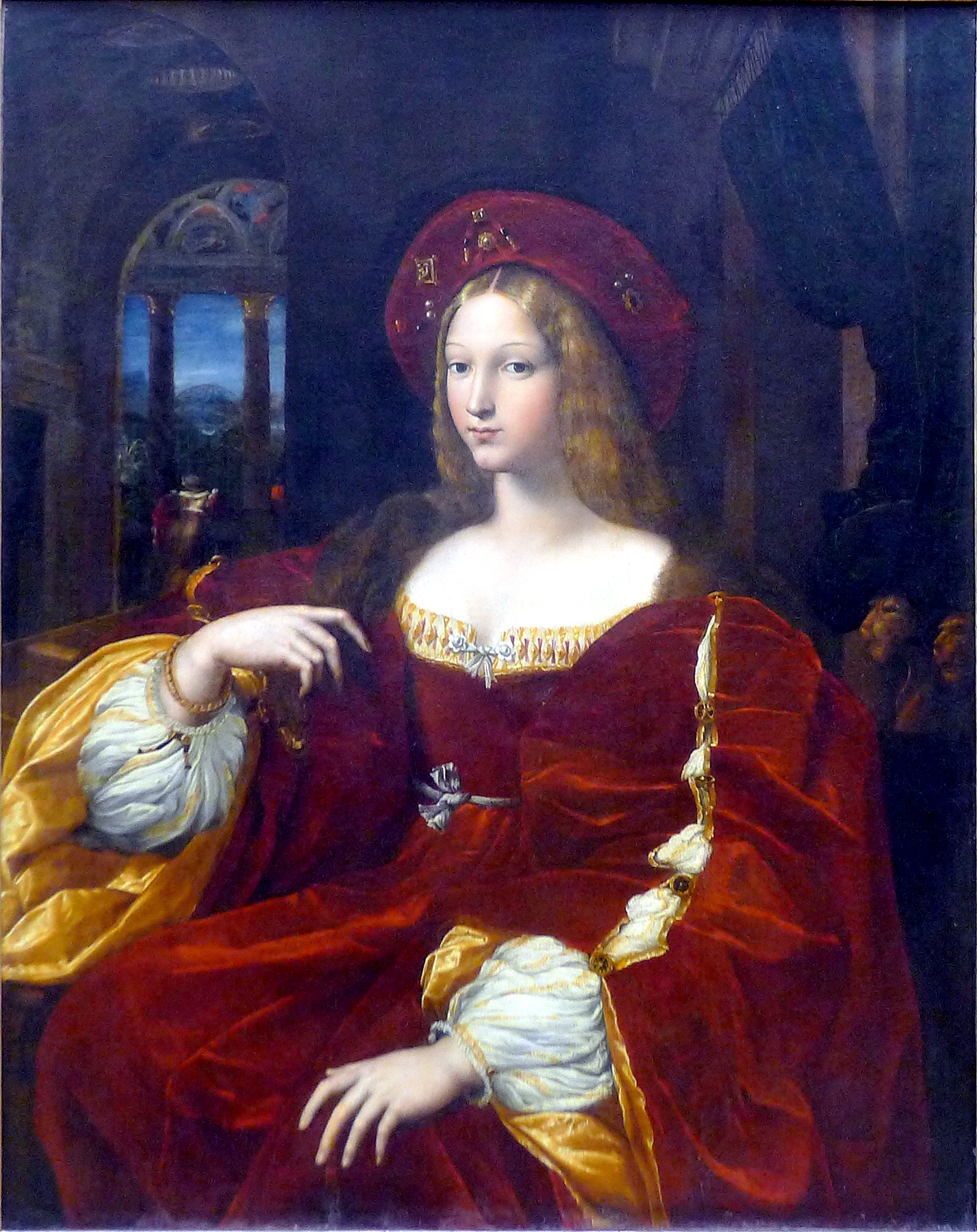
Портрет доньи Изабель де Рекесенс. Ок. 1518. Дерево, масло (перенесено на холст). Лувр, Париж
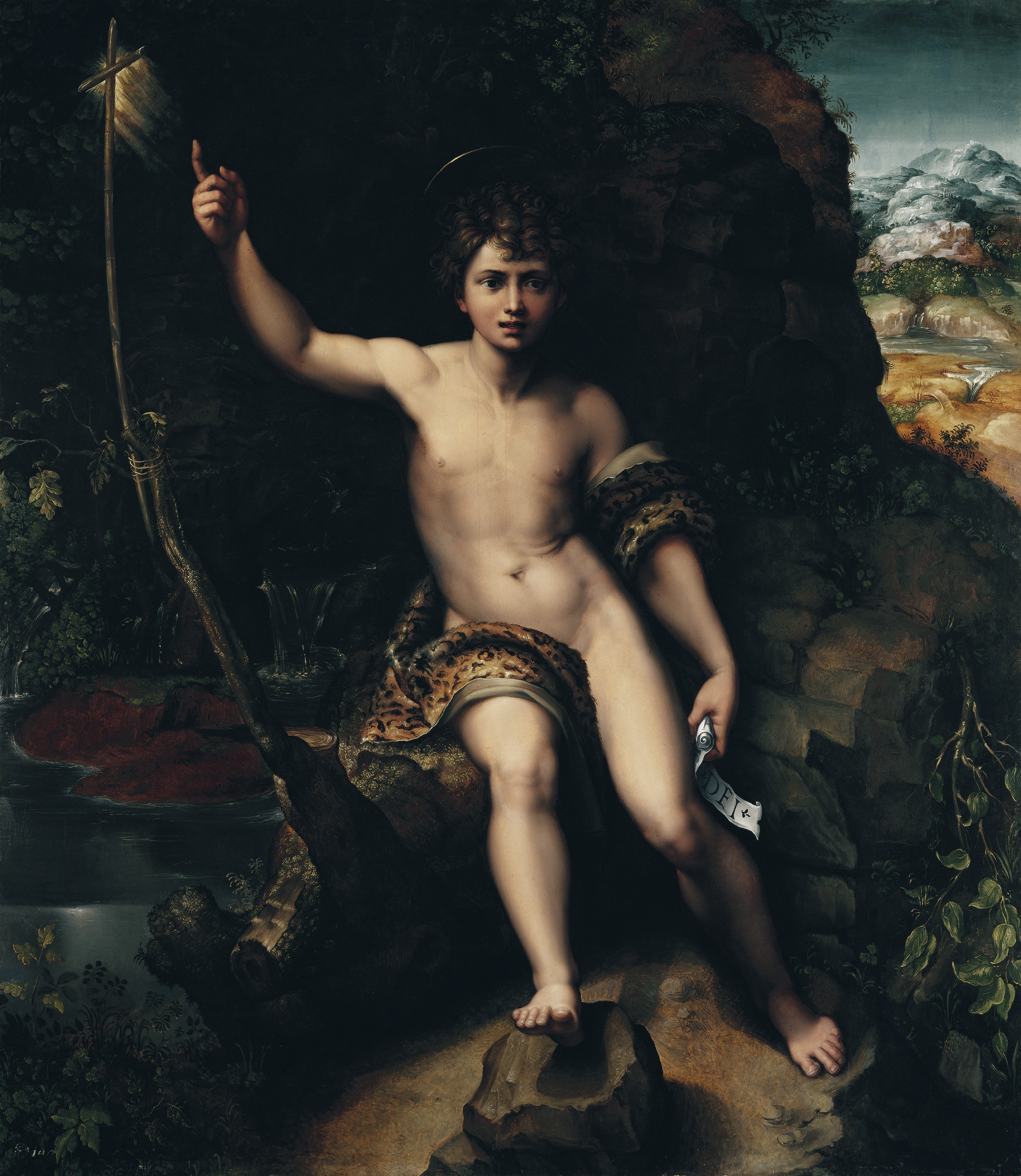
Иоанн Креститель в пустыне. После 1520. Дерево, масло. Дворец Лихтенштейнов, Вена
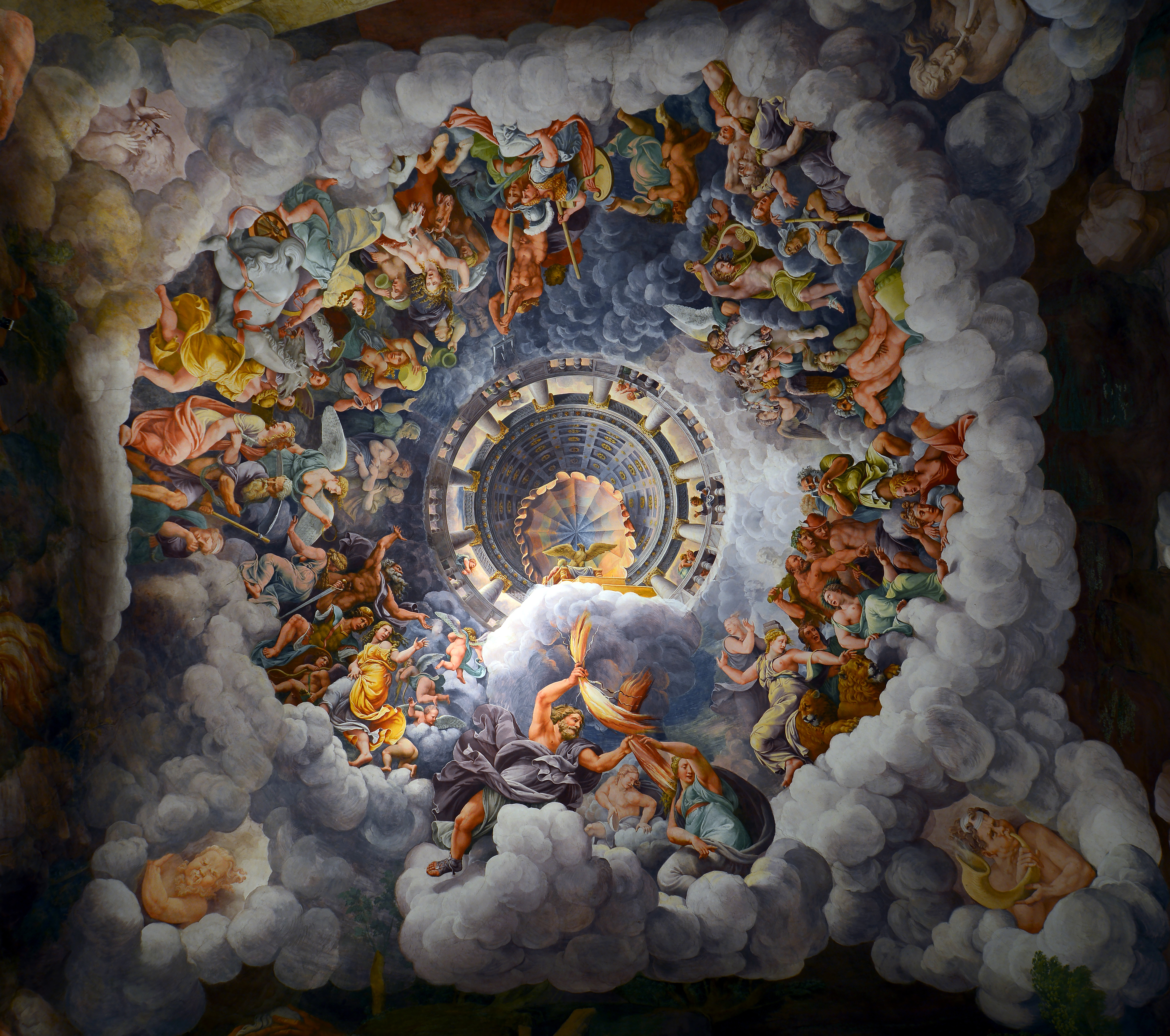
Роспись плафона Зала гигантов. Палаццо дель Те, Мантуя. После 1524
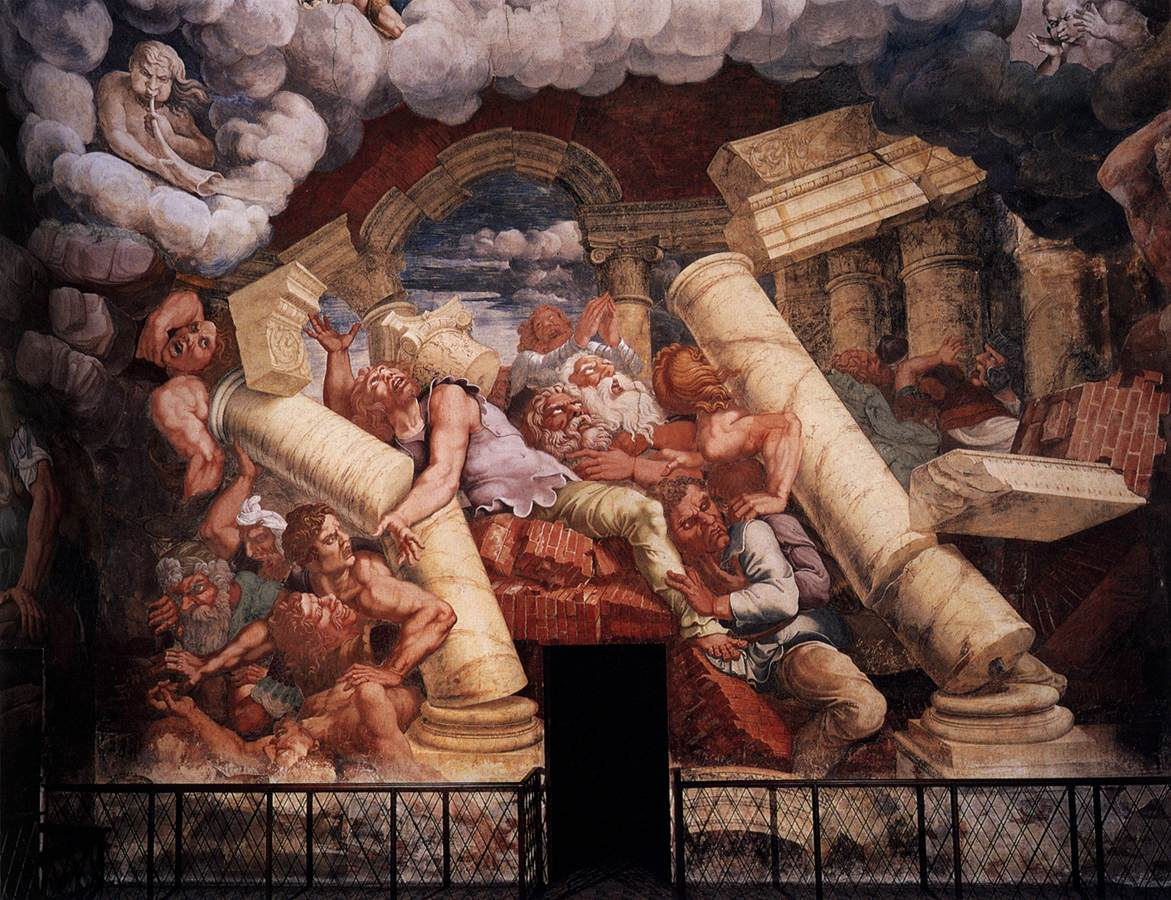
Падение гигантов. Зал гигантов. Палаццо дель Те
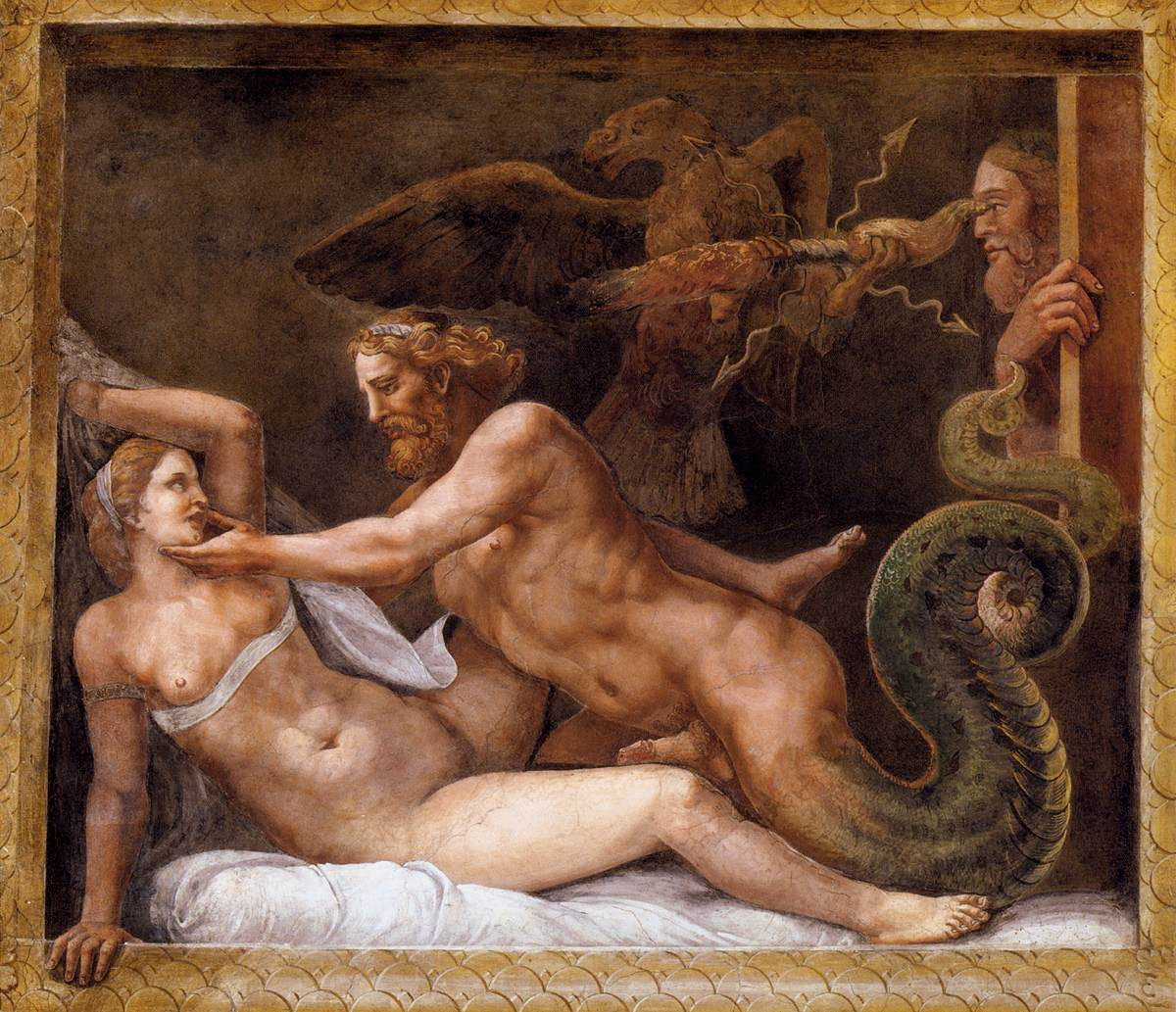
Юпитер соблазняет Олимпиаду. Между 1526 и 1528. Фреска Зала Амура и Психеи. Палаццо дель Те
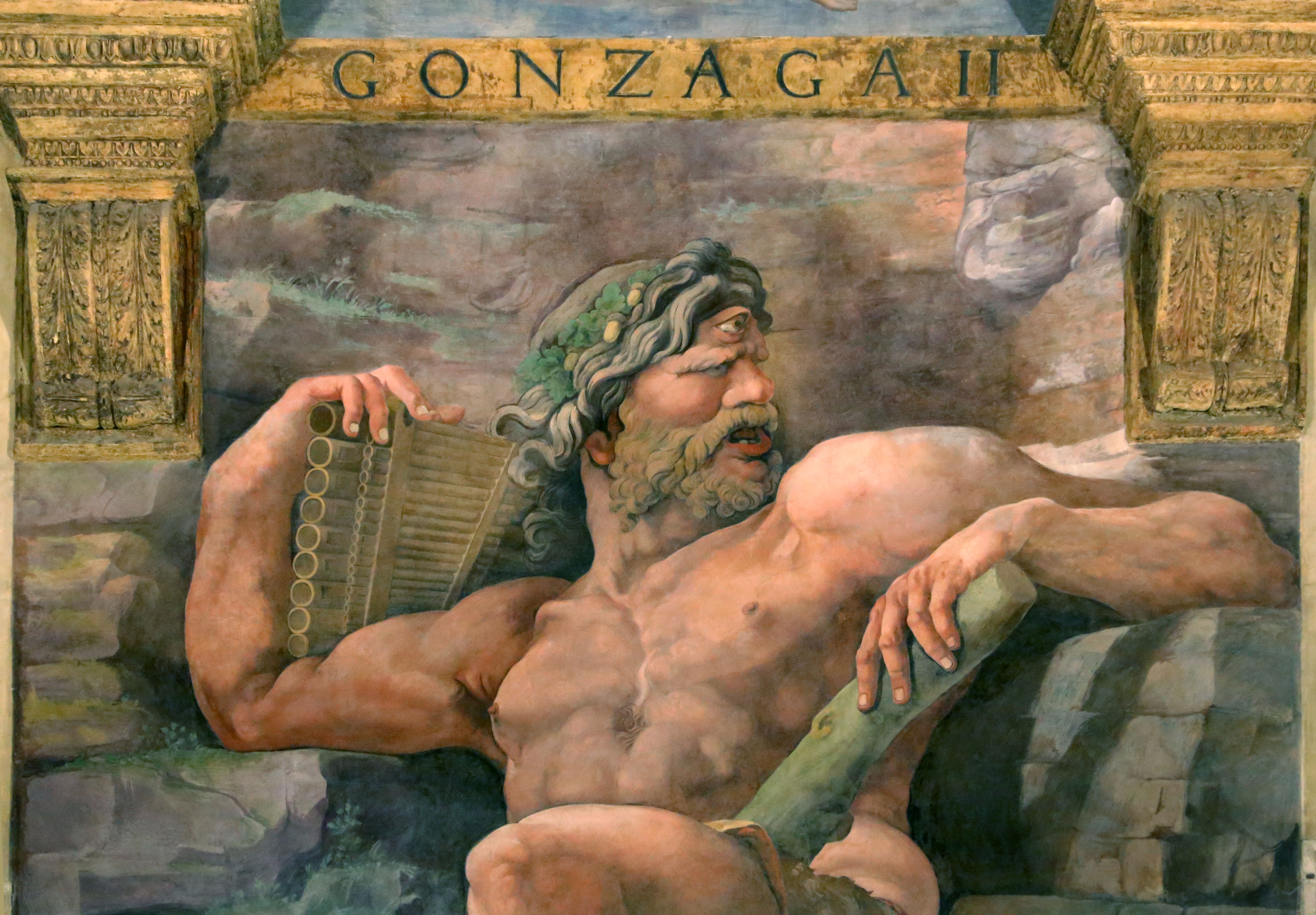
Полифем и Галатея. Деталь. 1526—1528. Фреска Зала Амура и Психеи
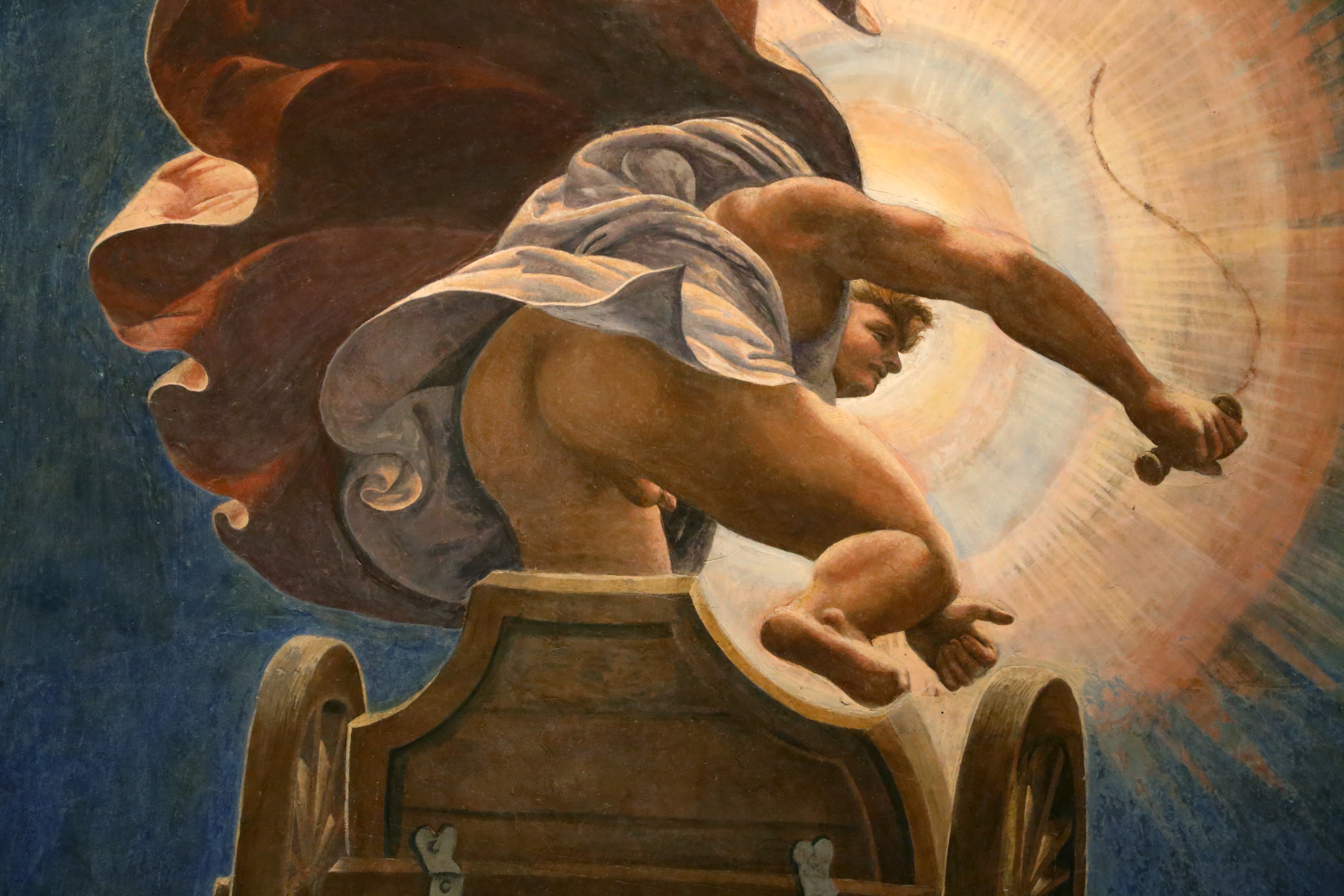
Фреска Зала солнца и луны. Деталь. 1527—1528
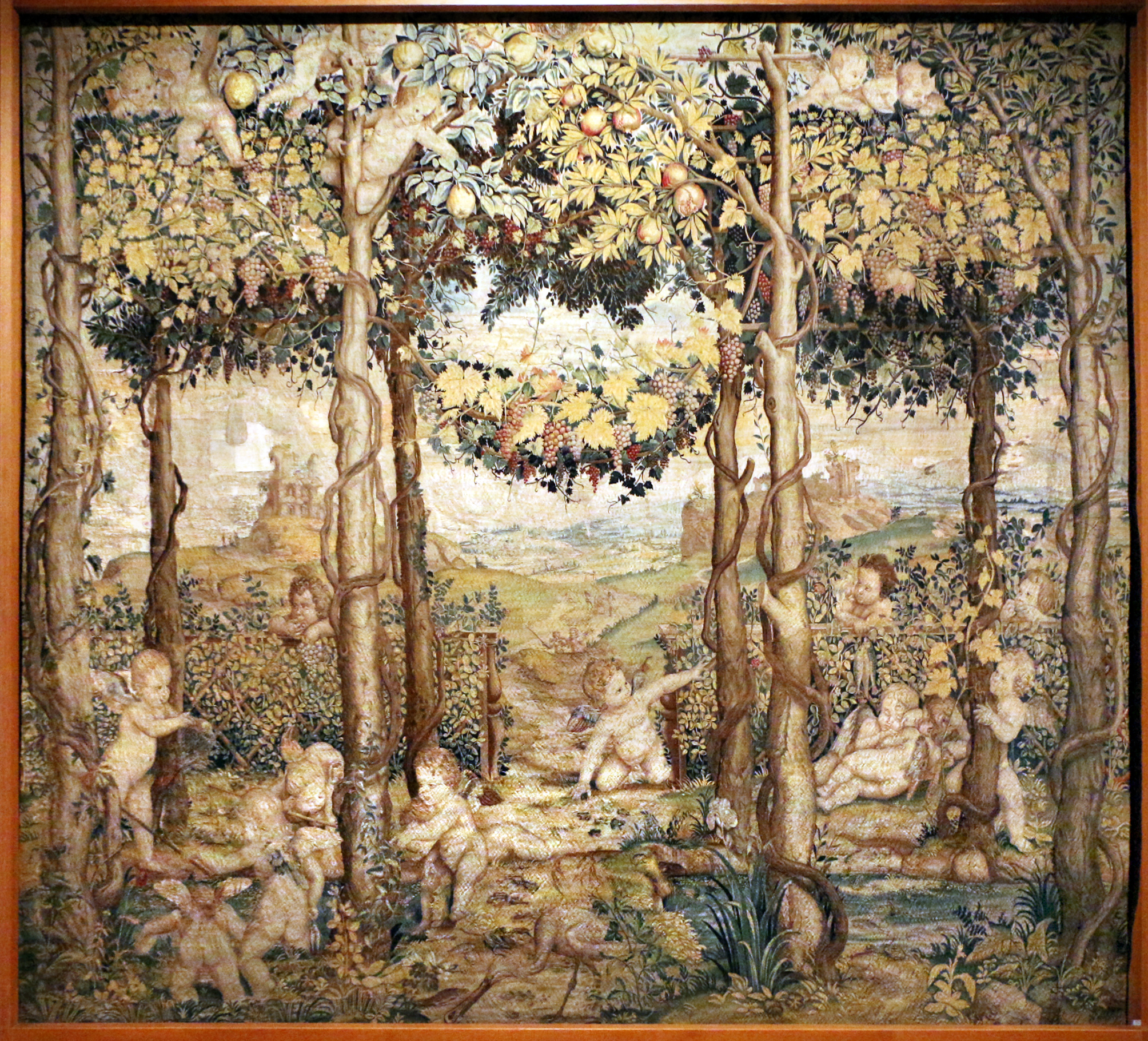
Картон для шпалеры. 1540. Музей Галуста Гюльбенкяна, Лиссабон
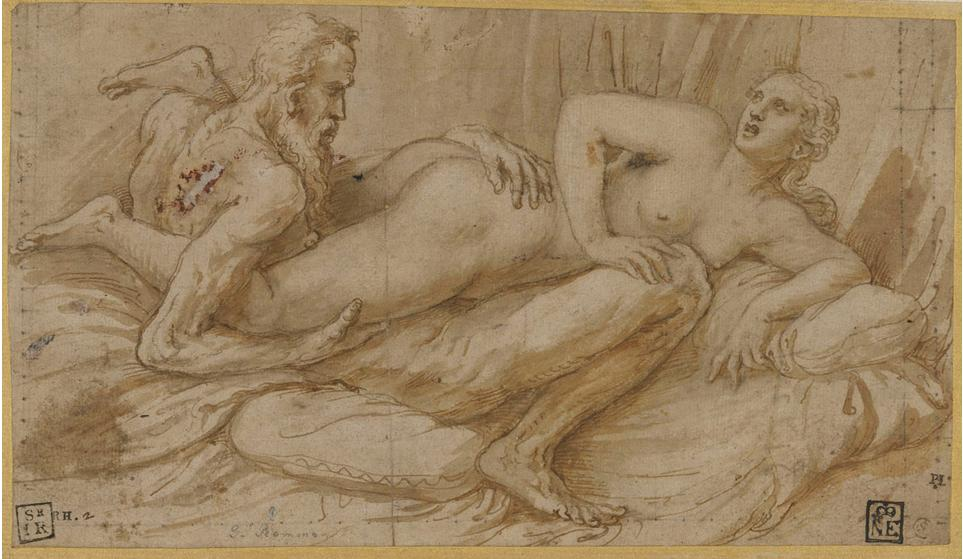
Любовники. 1525—1528. Бумага, перо, кисть, сепия. Музей изобразительных искусств, Будапешт
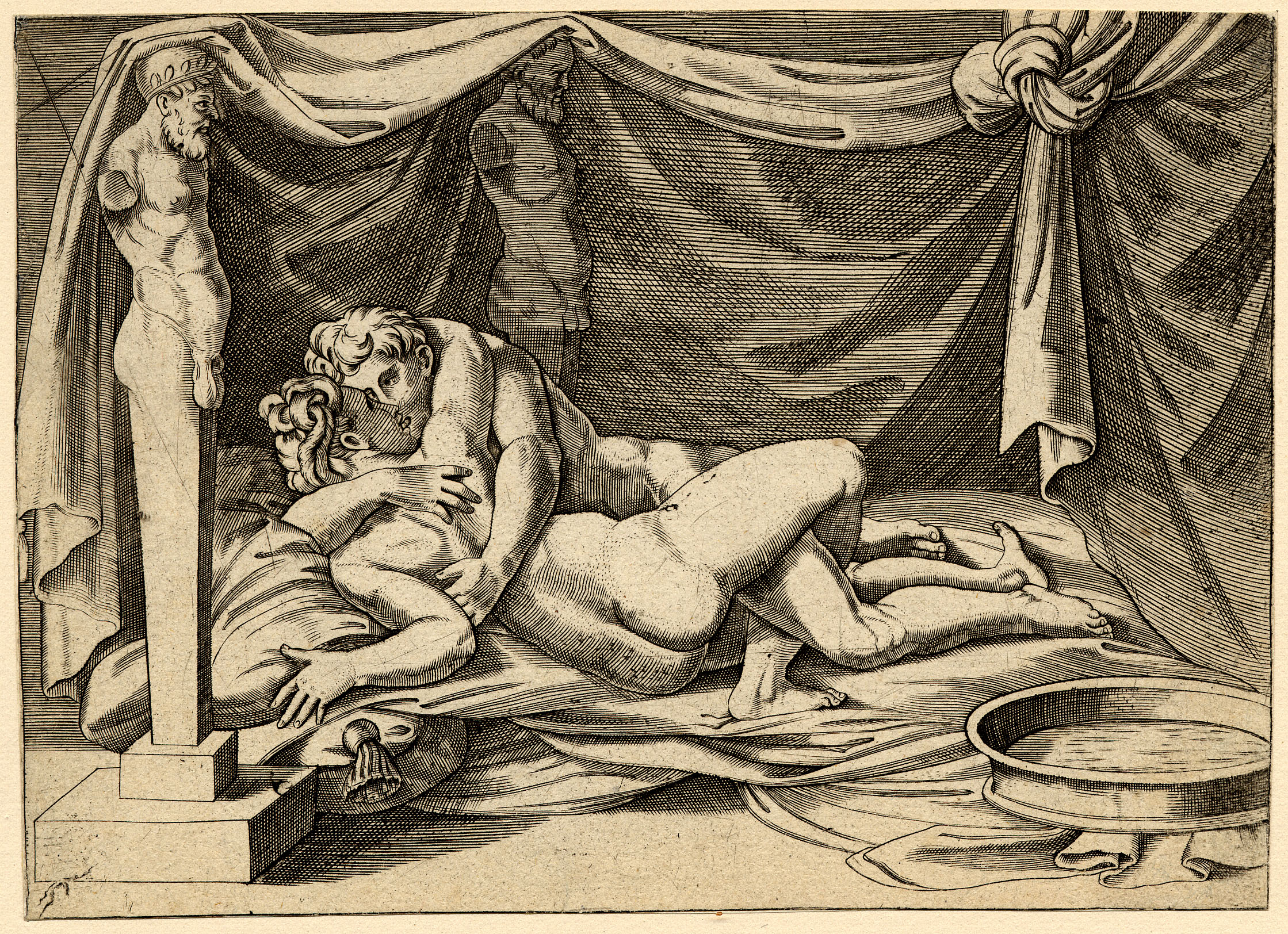
Mаркантонио Раймонди по рисунку Джулио Романо. Ок. 1530. Офорт
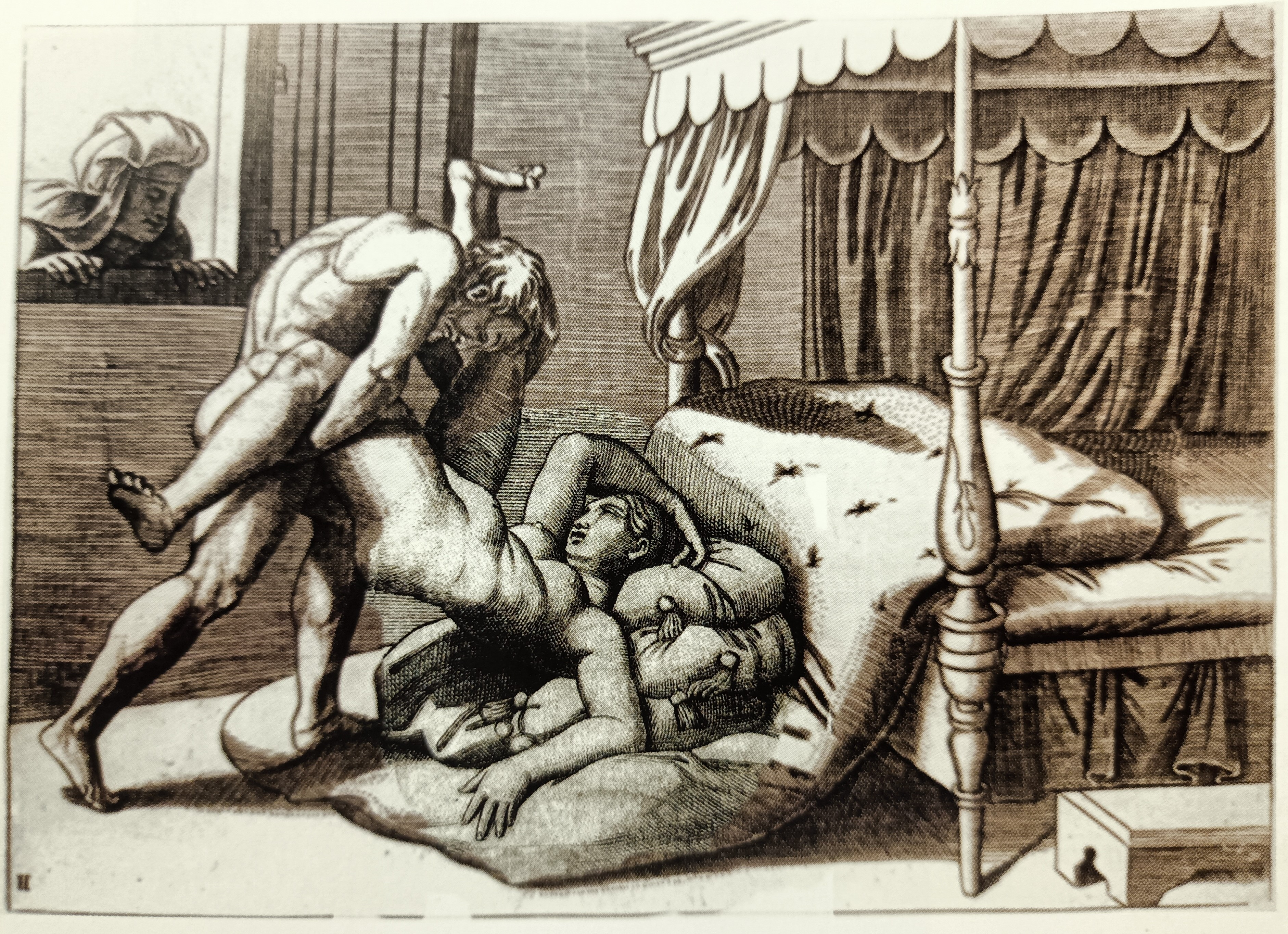
Агостино Венециано (?) по рисунку Джулио Романо. Офорт

Джулио Романо считали знатоком «римских древностей» (античного искусства), отсюда, отчасти, его прозвание «Романо». Известно, что он обладал редкой коллекцией античных гемм. Джулио Романо, как самый достойный из учеников Рафаэля, заканчивал последнюю картину мастера «Преображение», хотя этот факт оспаривается отдельными специалистами.
Джулио Романо выполнял многие декоративные работы, делал рисунки для столовых изделий из золота и серебра, картоны для тканых ковров — шпалер.
«Парадоксально, но характерно для относительно краткой эпохи Возрождения, что именно Романо, лучше всех усвоивший идеальный стиль Рафаэля, в течение нескольких последующих лет разрушил его гармонию, превратив в бурный, динамичный маньеризм».
Это касается главным образом архитектуры и росписей Палаццо дель Те. Архитектура Палаццо дель Те является характерным примером искусства маньеризма. Б. Р. Виппер отмечал, что стены дворца украшены колоннами, нишами и слепыми окнами, в некоторых местах штукатурка оставлена невыровненной (эффект spezzato), что оживляет поверхность, придаёт ей глубину. Весь облик дворца близок так называемому «сельскому стилю» (внутристилевому течению архитектурного маньеризма) с «незаконченными элементами… оставленными как бы в сыром, недоделанном виде». Намеренная «неправильность, искривлённость», аритмичность чередования элементов, придают постройке зрительную подвижность, живописность, атектоничность, характерные для маньеристской архитектуры XVI века.
В поздних произведениях Романо нашло отражение предвещающее эпоху барокко стремление к гигантомании, невероятным оптическим иллюзиям, желание зрительно нарушить тектонику архитектурного пространства.
Росписи одного из трёх залов дворца: «Зала Гигантов», изображающие гигантов, штурмующих Олимп и гибнущих под его обломками, впечатляют динамикой, экспрессией, разными причудами необычных ракурсов и разномасштабностью фигур. Шокирующие ракурсы и позы обнажённых персонажей считали скандальными, в то время росписи показывали только специально приглашённым гостям. Однако такое решение полностью согласуется с эстетикой маньеризма.
«Эротическую линию» в искусстве маньеризма Джулио Романо продолжил в скандальной серии «Позы Аретино» (Modi Aretino), состоящей из шестнадцати рисунков к любовным сонетам знаменитого поэта Пьетро Аретино. Согласно одной из многих версий, в 1524 году другой помощник и ученик Рафаэля, гравёр Маркантонио Раймонди осуществил издание гравюр по рисункам Романо, вероятно, связанных с работой над росписями Палаццо дель Те. Это привело к аресту Раймонди по приказу папы и уничтожению всех копий иллюстраций. Джулио Романо не подвергался наказанию, поскольку работал для частного заказчика в закрытых помещениях, и его работы, в отличие от гравюр, массовую публику не развращали. Именно тогда Аретино навестил Романо, всё ещё продолжавшего работать над фресками во дворце, и сочинил к каждой любовной позиции рисунков по сонету. Он также помог Раймонди освободиться из заключения. У Джорджо Вазари написано следующее:

 Джулио Романо поручил Маркантонио вырезать по его рисункам на двадцати листах все возможные способы, положения и позы, в каких развратные мужчины спят с женщинами, и, что хуже всего, мессер Пьетро Аретино написал для каждого способа неприличный сонет, так что я уж и не знаю, что было противнее: вид ли рисунков Джулио для глаза или слова Аретино для слуха. Произведение это было строго осуждено папой Климентом, и, если бы, когда оно было опубликовано, Джулио уже не уехал в Мантую, он заслужил бы суровое наказание от разгневанного папы. (…) А так как некоторые из этих рисунков были найдены в местах, где это меньше всего можно было ожидать, они не только были запрещены, но и сам Маркантонио был схвачен и заключён в тюрьму, и плохо бы ему пришлось, если бы кардинал Медичи и Баччо Бандинелли, находившиеся в Риме на службе у папы, его не выручили. (…) да и в самом деле не следовало бы, как это, однако, часто делается, злоупотреблять божьим даром на позор всему миру в делах омерзительных во всех отношениях